# 溪南坂站
溪南坂站位于福建省漳州市华安县新圩镇，建于1956年。距鹰潭站592公里，距厦门站102公里。现为五等站。客运办理旅客乘降、行李包裹托运，货运办理整车货物发到。
2020年开工，2024年通车的鹰厦铁路华安外迁工程自本站出岔。